# 6308 Ebisuzaki
6308 Ebisuzaki eller 1990 BK är en asteroid i huvudbältet som upptäcktes den 17 januari 1990 av de japanska astronomerna Yoshio Kushida och Osamu Muramatsu vid Yatsugatake-Kobuchizawa-observatoriet. Den är uppkallad efter den japanska astronomen Toshikazu Ebisuzaki.
Den tillhör asteroidgruppen Themis.